# 하동선 (정치인)
하동선(河東善, 1936년 ~ 1983년 10월 9일)은 대한민국의 정치인이다.
충청남도 공주시에서 태어나 1960년 서울대학교 법과대학을 졸업하였고, 1961년 재무부 사무관으로 정치인 활동을 시작했으며 1983년 경제기획원 해외협력위원회 기획단장이 되었다.
1983년 전두환 대통령 순방원으로 참여, 미얀마의 아웅산 국립묘지를 순방에 나섰다가 국립묘지에 북한 테러단이 설치해 놓은 폭탄이 터져(아웅 산 묘역 테러 사건) 그곳에서 47세의 나이로 순직했으며 그의 장례식은 국민장으로 치러졌다.